# Šmetinc
Šmetinc je hudourniški potok, ki svoje vode nabira na jugovzhodnih pobočjih planote Jelovica in se občasno izliva v potok Besnica, ki se v bližini Kranja kot desni pritok izliva v reko Savo. 